# Анбал Ясин
Анбал Ясин (? — 1176) — ключник князя Андрея Боголюбского, один из главных его убийц.

## Биография
По происхождению предположительно был осетином или евреем.
Будучи ключником князя Андрея Боголюбского вошёл в группу заговорщиков против князя. Ночью 29 июня 1174 года 20 заговорщиков направились в Боголюбово, зайдя в погреб, они выпили вина и мёда. Затем перебив стражу, они вошли в горницу и направились в спальню, где зарубили безоружного князя, у которого не было меча, ранее унесённого Анбалом.
Затем вместе с жителями Боголюбово они стали грабить дворец и казну, а тело князя было брошено в огород. Кузьма Киевлянин плакал над телом князя, попросил ковра у Анбала, чтобы покрыть тело князя, но тот дерзко ответил: «Мы готовим его на снедение псам». Кузьма ответил: «Изверг! Государь взял тебя в рубище, а ныне ты ходишь в бархате, оставляя мертвого благодетеля без покрова»[уточнить]. Анбал бросил ковёр и мантию. Тело князя было отнесено в церковь, где на третий день он был отпет и после отпевания тело отправлено во Владимир и князь был похоронен в Успенском соборе.
Дальнейшая его судьба не известна, предполагается что он был казнён в 1176 году во время суда над убийцами, который провёл Михалко Юрьевич, он был повешен, а затем расстрелян из лука.